# Tiếng Triều Châu
Tiếng Triều Châu (còn gọi là tiếng Tiều, tiếng Trung: 潮州話, Bính âm: Cháozhōu huà, POJ: Tìe-Chiu-Uềi, Peng’im: diê5⑺ ziu1 uê7, tiếng Anh: Teochew, Hán-Việt: Triều Châu thoại) và còn có tên gọi khác là Triều ngữ (tiếng Trung: 潮語, Bính âm: Cháo yǔ, Peng’im: diê5⑺ ghe2) là một ngôn ngữ thuộc ngữ hệ Hán-Tạng được nói như tiếng mẹ đẻ tại vùng Triều Sán, phía Đông tỉnh Quảng Đông, bao gồm Triều Châu, Sán Đầu và Yết Dương ngày nay. Tiếng Triều Châu cùng với tiếng Tuyền Chương, và có thể cả tiếng Lôi Châu và tiếng Hải Nam, đều thuộc nhóm Mân Nam.
Người Triều Châu, như cách gọi hàng ngàn năm nay ở khu vực đông bắc tỉnh Quảng Đông Trung Quốc, vốn là dân gốc Mân Nam kết hợp với dân tộc Bách Việt cổ.
Tiếng Triều Châu hiện nay là ngôn ngữ chính của vùng Triều Sán. Được sử dụng như tiếng mẹ đẻ ở Triều Nam, Triều Dương, Triều An, Trừng Hải, Sán Đầu, Yết Dương, Huệ Lai, Phổ Ninh, Nhiêu Bình. Một số nước Đông Nam Á như: Việt Nam, Campuchia, Thái Lan (số lượng lớn), Singapore, Malaysia, Indonesia. Một số nước khác như: Mỹ, Canada, Úc....
Ở Việt Nam, người ta sử dụng tiếng Triều Châu nhiều ở Thành phố Hồ Chí Minh, các tỉnh miền Tây như Cần Thơ, Sóc Trăng, Bạc Liêu, Kiên Giang, Cà Mau, Vĩnh Long, Tiền Giang, Đồng Tháp...

## Phân loại
Tiếng Triều Châu là một nhánh của phương ngữ Mân Nam Trung Quốc (1 trong 7 phương ngữ chính của Trung Quốc). Ở miền Nam Trung Quốc có khá nhiều phương ngữ khác nhau nên tiếng Mân Nam cũng vậy. Nó chia làm nhiều nhánh tùy địa phương.
Ở Việt Nam có người Triều Châu và người Phúc Kiến và người Hải Nam. Tuy 3 phương ngữ này đều thuộc tiếng Mân Nam tuy giống nhau về các phát âm từ vựng, nhưng khi giao tiếp thì lại không thể thông hiểu nhau hoàn toàn bởi vì cách dùng ngữ pháp, ghép câu và ảnh hưởng của địa lý các vùng đó.
Các phương ngữ Triều Châu ở Trung Quốc được chia làm 3 nhóm nhỏ như sau:
1. Triều Châu (潮州片): bao gồm Triều Châu, Sán Đầu, Trừng Hải, Triều An, Triều Nam, Yết Dương, Nam Áo, Nhiêu Bình
2. Triều Phổ (潮普片): bao gồm Triều Dương, Phổ Ninh và Huệ Lai
3. Hải Lục Phong (海陆丰片): bao gồm Sán Vĩ, Hải Phong và Lục Phong

Ngoài ra, do hoàn cảnh lịch sử và kinh tế. Người Triều Châu và các vùng sử dụng tiếng Triều Châu di cư ra các nước khác rất đông. Họ hình thành những cộng đồng rất lớn và bảo tồn ngôn ngữ rất tốt. Tuy nhiên do thời gian nên những thế hệ con cháu sau này bị ảnh hưởng của tiếng địa phương nên từ đó hình thành một số giọng Triều Châu ở hải ngoại rất phong phú.

## Lịch sử
Từ thế kỷ thứ IX-XV, một nhóm người Mân Nam di cư từ vùng Phúc Kiến đến khu vực ven biển phía đông Quảng Đông ngày nay là Triều Sán. Cuộc di cư này có thể do sự quá tải về dân số, hoặc đi khai phá vùng đất mới. Do cách trở về địa lý với Phúc Kiến nên đã hình thành phương ngữ Triều Châu và văn hóa Triều Châu như ngày nay.
Các khu vực nói và sử dụng tiếng Triều Châu ngày nay gồm có: thành phố Triều Châu và Sán Đầu cũng như Yết Dương, Triều Dương, Phổ Ninh, Triều An, Nhiêu Bình, Huệ Lai, Trừng Hải, Nam Áo, Lục Phong, Hải Phong, Sán Vĩ và Huệ Đông. Một số vùng sử dụng tiếng Hẹ (Hakka) cũng có sử dụng tiếng Triều Châu như một ngôn ngữ thứ 2 sau tiếng mẹ đẻ của họ là: Yết Tây, Đại Bô và Phong Thuận.
Ngoài các khu vực thuộc Trung Quốc đại lục kể trên. Từ thế kỷ XVIII-XX, người miền Nam Trung Quốc nói chung và người Triều Châu nói riêng tạo nên làn sóng di cư mạnh mẽ ra các khu vực Đông Nam Á, điều này đã tạo nên sự phong phú trong ngôn ngữ. Đặc biệt, những người Triều Châu định cư với số lượng đáng kể ở Thái Lan, Campuchia và Việt Nam.
Họ tạo thành một cộng đồng thiểu số đáng kể ở Hồng Kông, Đài Loan, Malaysia (Johor và Selangor),Singapore và Indonesia (đặc biệt là ở các đảo Bangka-Belitung, Bắc Sumatra, Riau, các quần đảo Riau, và Tây Kalimantan trên đảo Borneo).
Người Triều Châu cũng sống ở Nhật Bản, Hàn Quốc, Úc, New Zealand, Canada, các nước Mỹ, Pháp, Đức, và Anh, là kết quả di cư lần hai từ các nước Đông Nam Á.
Tại Singapore, do ảnh hưởng từ các phương tiện truyền thông và sự vận động nói tiếng Phổ Thông (Mandarin) của chính phủ. Họ dần dần chuyển sang nói tiếng Phổ Thông hoặc tiếng Anh. Triều Châu vẫn là ngôn ngữ tổ tiên nhiều người Trung Quốc tại Singapore - người Triều Châu là nhóm người Trung Quốc lớn thứ hai tại Singapore, đứng sau người Phúc Kiến. Hai phương ngữ Triều Châu và Phúc Kiến ở Singapore có thể giao tiếp với nhau hằng ngày và có thể thông hiểu với nhau dễ dàng. Họ hòa nhập và đoàn kết rất mạnh mẽ. Nhưng đáng tiếc thay, tiếng Phổ Thông và Tiếng Anh đang thay thể dần những phương ngữ tổ tiên đặc biệt ở giới trẻ.
Tại Thái Lan, đặc biệt ở Băng Cốc, tiếng Triều Châu vẫn được sử dụng rất nhiều trong giao dịch và kinh doanh. Nhưng cũng như Singapore, tiếng Phổ Thông được xem như ngôn ngữ thứ 3 sau tiếng Thái và tiếng Anh.
Ở Việt Nam, người Triều Châu có mặt từ khá sớm. Họ di cư bằng đường thủy là chủ yếu. Người Triều Châu tập trung ở miền Tây và Đông Nam Bộ. Tiếng Triều Châu hiện nay cũng đang mất dần ưu thế ở Việt Nam. Một số người lớn tuổi thì vẫn giao tiếp với nhau chủ yếu bằng tiếng Triều Châu, nhưng giới trẻ hiện nay do hoàn cảnh, không được tiếp xúc và học tập nên kỹ năng nói tiếng Triều Châu cũng không tốt lắm.

## Giả Thuyết
Tần Thủy Hoàng được sinh ra tại Hàm Đan, là con của một nữ nhân Triệu Quốc, tên là Triệu Cơ. Ông và mẹ từng bị người Triệu truy đuổi sau khi cha ông là con tin Dị Nhân bỏ trốn cùng Lã Bất Vi.
Sau khi Tần Thủy Hoàng thôn tính xong nước Triệu, dân Triệu phản đối quyết liệt khi bị cưỡng bức đi xây Trường Thành, họ lại dè bỉu nguồn gốc vua Tần và bịa chuyện vua Tần thực ra là con của Lã Bất Vi. Sẵn ác cảm cũ, Tần Thủy Hoàng ra lệnh đàn áp giết hại dân Triệu rất dữ.
Năm 214 TCN, Đồ Thư được lệnh mộ binh và dân ô hợp nam tiến, rất nhiều người Triệu đã bị đày ải theo đoàn quân xâm lăng Bách Việt. Sau khi Đồ Thư bị giết, Triệu Đà (cũng là người nước Triệu) cát cứ Phiên Ngung lập nước Nam Việt, một nhóm lớn người Triệu đi đến một vùng hoang vu thuộc Mân Việt và quần tụ sinh sống ở đấy cho đến ngày nay. Có thể người Triều Châu đã lai với người Mân Việt rất nhiều, nhưng xếp họ vào nhóm Mân là không đúng.
Là cư dân hạn canh, người Triều Châu như cách họ tự gọi mình sau này, mau chóng chuyển đổi qua trồng lúa thủy canh nơi đất mới, thổ nhưỡng mới. Các nông gia Triều Châu giữ mãi truyền thống xa xưa từ lưu vực Hoàng Hà: khi làm đồng họ luôn đeo bên thắt lưng một bầu nước gạn từ nồi cơm đang sôi (chiếc bầu này giống y hệt bầu rượu có rãnh thắt ở cổ). Họ dùng nó để giải khát, tinh bột hoà trong đó còn giúp họ chống lại hiện tượng hạ đường huyết khi lao động mệt nhọc.

## Cách sử dụng

### Xưng hô
| Ngôi  | Số ít  | Số nhiều                          |
| ----- | ------ | --------------------------------- |
| Thứ 1 | 我:uá  | 阮: uáng, 俺: nắng, 我儂: uá nằng |
| Thứ 2 | 汝: lứ | 恁: níng, 汝儂: lứ nằng           |
| Thứ 3 | 伊: y  | 伊儂: y nằng                      |

### Sở hữu
| Ngôi  | Số ít        | Số nhiều                                      |
| ----- | ------------ | --------------------------------------------- |
| Thứ 1 | 我個：úa cái | 我儂個：úa nằng cái, 我所儂個：úa sỏ nằng cái |
| Thứ 2 | 汝個：lứ cái | 汝儂個：lứ nằng cái, 汝所儂個：lứ sỏ nằng cái |
| Thứ 3 | 伊個：y cái  | 伊儂個：y nằng cái, 伊所儂個：y sỏ nằng cái   |